# سرگذشت قانون
سرگذشت قانون کتابی از علی پاشا صالح است که در سال ۱۳۴۸ منتشر و برندهٔ جایزه کتاب سال سلطنتی شد.